# Ambasada RP w Kairze
Ambasada Rzeczypospolitej Polskiej w Kairze (ar. سفارة بولندا بالقاهرة, ang. Embassy of the Republic of Poland in Cairo) – polska misja dyplomatyczna w stolicy Egiptu.
Ambasador RP w Kairze oprócz Arabskiej Republiki Egiptu akredytowany jest również w Państwie Erytrea oraz pełni funkcję stałego przedstawiciela RP przy Lidze Państw Arabskich.

## Struktura placówki
- Wydział Polityczno-Ekonomiczny
- Wydział Konsularny i Polonii
- Referat Administracyjno-Finansowy
- Ataszat Obrony

## Historia
Polska nawiązała stosunki dyplomatyczne z Egiptem w 1927.
Od 31 lipca 2014 przez pewien czas konsul rezydujący w Kairze wykonywał również czynności konsularne dotyczące Libii (na czas zawieszenia działalności Ambasady RP w Trypolisie). Do 2019 ambasador RP w Kairze akredytowany był w Sudanie. Sudan jednak wchodzi w skład okręgu konsularnego Ambasady w Kairze.